# 旅游 (杂志)
《旅游》是由北京市旅游局和旅游杂志社出版的旅游月刊，创刊于1979年10月。主要栏目有“〈旅游〉声音”、“玩转地球”、 “走遍中国”、 “旅游出境国”、 “人在旅途”等 。